# グランドティトン国立公園

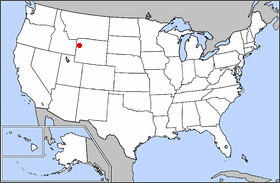
合衆国内での位置

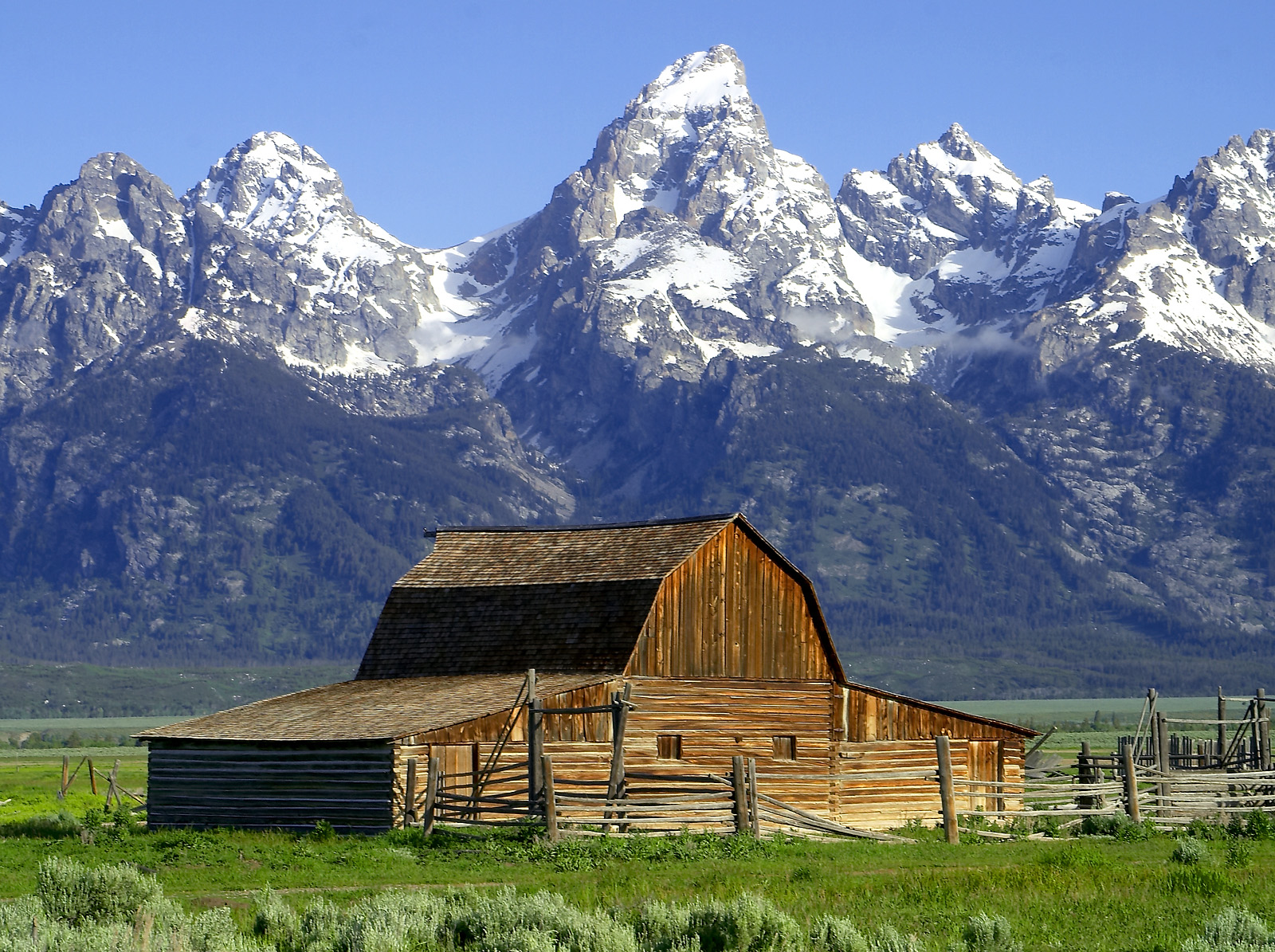
T. A. Moulton Barn。この納屋は背後にティトン山脈を望む

グランド・ティトン国立公園（グランド・ティトンこくりつこうえん、英語: Grand Teton National Park）は、ワイオミング州西部、イエローストーン国立公園の南に位置するアメリカ合衆国の国立公園である。
この公園は、グランド・ティトンに因んで名づけられた。グランド・ティトンは、標高13,770 ft（4,197 m）、ティトン山脈の最高峰である。
アイダホ州側から山脈をみて、les trois tétons（レ・トロワ・テトン、三つの乳首）と呼んだフランス人の猟師によって名づけられた。
1929年2月26日に国立公園に指定された。
公園は484 mi2（1,255 km2）にわたって広がっている。
グランド・ティトン国立公園を楽しむハイカーのためにほぼ200 mi（300 km）の道がある。

## 地理
ロッキー山脈の一部で、南北に延びるティトン山脈は、ジャクソン・ホールの底から前衛の山もなく長さ40 mi（65 km）幅7 - 9 mi（11～15 km）の活断層系地塊山地前面に沿って隆起している。
高さ13,770 ft（4,197 m）のグランド・ティトンに加え、他の12の山が標高12,000 ft（3,660 m）を超える。このうちアヴァランチ渓谷とカスケード渓谷の間の7つの山がしばしば写真撮影されるカセドラル・グループである。
ジャクソン・ホールは、長さ55 mi（90 km）幅6 - 13 mi（10 - 20 km）の地溝谷で、高さは平均で6,800 ft（2,070 m）、南の公園境の近くの最も低い地点で6,350 ft（1,935 m）である。
この谷はティトン山脈の東にあり、ティトン山脈の岩石層に対応する岩石層を垂直に下方に向かって30,000 ft（9,100 m）引き離しており、ティトン断層と谷の東側を並行して走るもう一つの断層を正断層にし、ジャクソン・ホール側を上盤、ティトン・マウンテン側を下盤としている。グランド・ティトン国立公園は、この両方の主要部分を含んでいる。しかし、山脈の大規模な侵食と地溝を埋める堆積物により土地の起伏はわずか7,700 ft（2,350 m）にとどまっている。

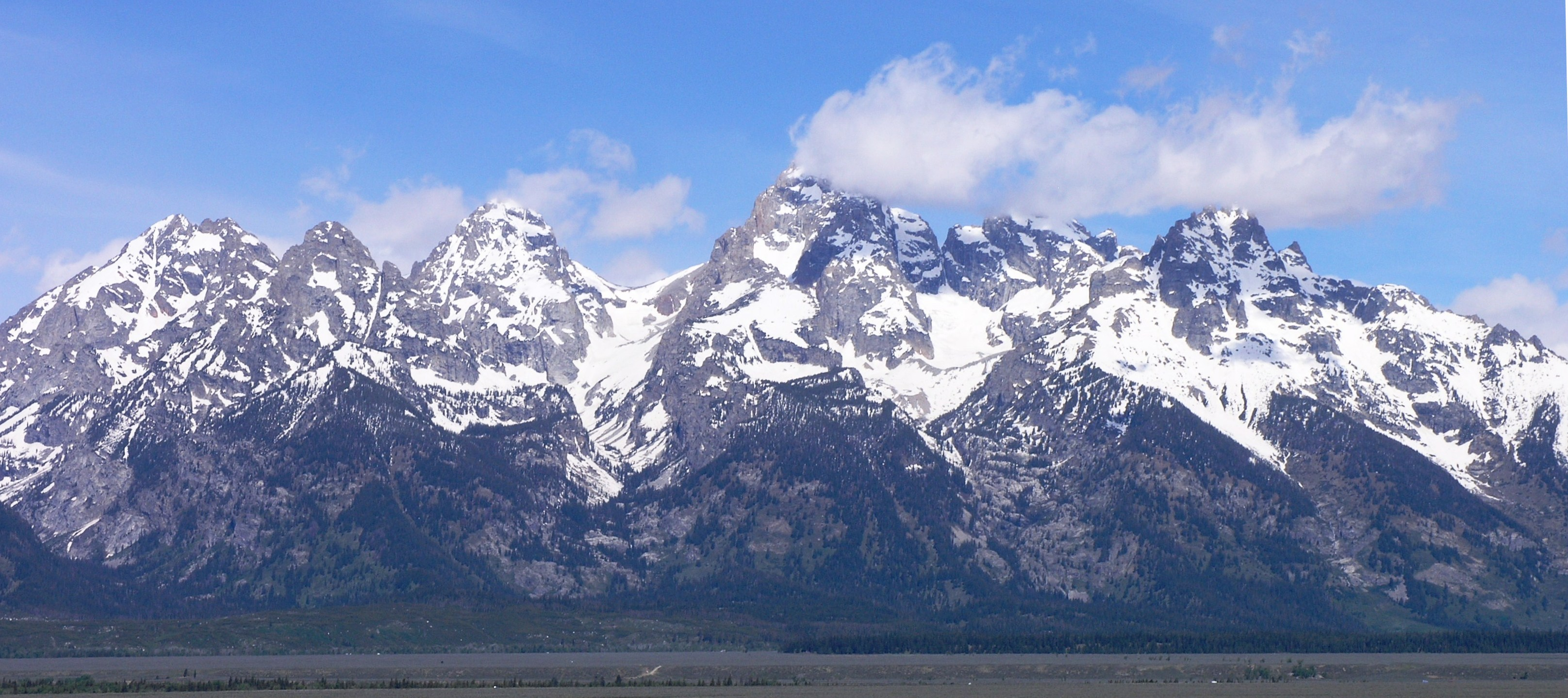
ティトン山脈

氷河で覆われた山脈は、圏谷で始まりモレーンで終わるU字谷によって分けられた一連のホルンとアレートからできており、ティトンは高山地形の教科書的な例となっている。
山の麓で相互につながった一連の湖（ジャクソン湖、リー湖、ストリング湖、ジェニー湖、ブラッドレー湖、タガート湖、フェルプス湖）によって囲い込まれた氷期のアルプス氷河によって瓦礫の堆積が残された。
谷の中の最大の湖、ジャクソン湖は、非常に大きな氷河がジャクソン・ホールの北に後退した際に残されたくぼんだモレーンによって囲まれている。
ジャクソン湖は、広さ25,540 ac（103.4 km2）、最大深度438 ft（134 m）である。
また、100以上の高山と未開拓の湖がある。
すぐ南はバーンド・リッジは、同じ氷河の終着点、最後のモレーンであり、山脈に大体直交してジャクソン・ホールの中心を走っており、スネーク川によって二分されている。
スネーク川は、ジャクソン湖の南東端のダムでせき止められた出口を出た後、谷を下り、バーンド・リッジの南のアウトウォッシュ・プレーンを10 mi（16 km）にわたって流れる。
川の源流はイエローストーン国立公園の少し北のティトン・ウィルダネスの一部であり、その終着点ははるか西のコロンビア川で、そしてコロンビア川は太平洋に注いでいる。
スネーク川は、谷の中で河岸段丘をモレーンとアウトウォッシュ・プレーンに切り分けている。
全長1,056 mi（1,699 km）のスネーク川のうち約50 mi（80 km）が公園内を曲がりくねって流れており、そこで3つの主な支流、パシフィック・クリーク、バッファロー・クリーク、グロヴァント川と合流している。
気候は半乾燥山地気候で、最高気温は華氏93度（摂氏34度）、最低気温は華氏マイナス46度（摂氏マイナス43度）である。
平均年間降雪量は191 in（490 cm）で、平均降雨量は10 in（250 mm）である。
グランド・ティトン国立公園で記録された最低気温は華氏マイナス63度（摂氏マイナス52度）で、通常11月初旬から4月下旬まで雪が景色を覆う。

## 人類史

### 先史時代

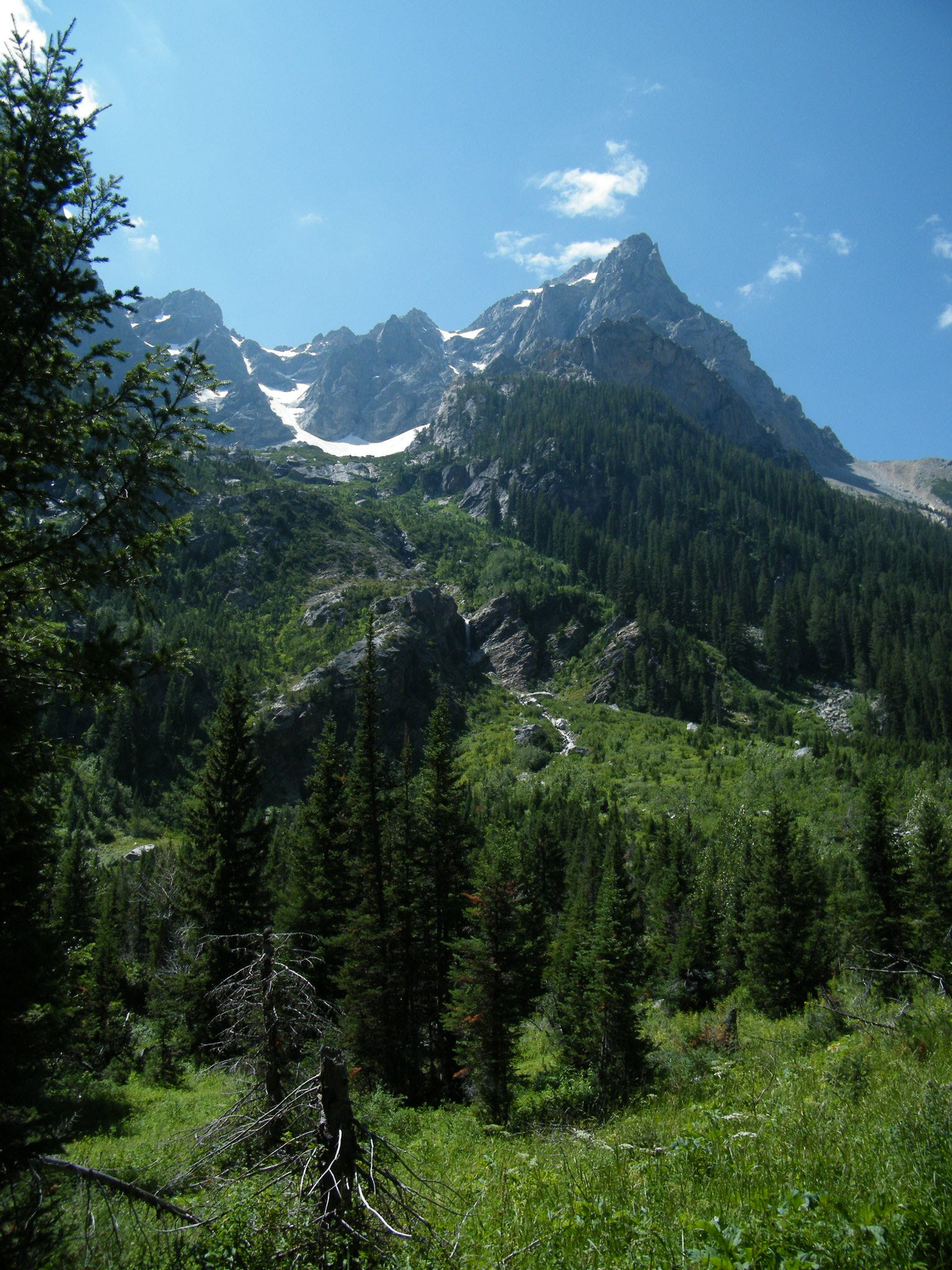
カスケード・キャニオン

獲物を追って、約12,000年前北部ロッキー山脈からきたアメリカ先住民の狩猟パーティーがジャクソン湖畔でキャンプした。
数千年間ジャクソン・ホールは地域の交易と旅行のルートの自然の十字路として使われた。
1つのルートは、スネーク川沿いを黒曜石が豊富なイエローストーン地域にある源流まで遡るものである。
他の主要なルートは、山脈南端でティトン・パスを横切っており、現在は米国となっている北西部への近道となっている。
また、南部のルートはコロラド高原地域とグレート・ベイスンに続いていた。

### 白人の探検と入植
ティトンは、山脈の3つの最高峰をLes Trois Tetons（3つの胸）と呼んだフランス人探検家達によって名づけられた。
18世紀及び19世紀に、白人の毛皮猟師と毛皮商が高山に囲まれた深い谷を「ホールズ（穴）」と呼んだ。
そうした毛皮猟師の一人がデイビッド・ジャクソンで、1829年彼の大好きな身を隠すための場所が彼の名に因んで名づけられた。
ルイス・クラーク探検隊の一員である、ジョン・コルターが、早くも1805～1806年に現在ジャクソン・ホールとして知られる地域を訪問した最初の米国白人である。
地理学者フェルディナンド・ヴァンデヴィア・ヘイデンが1860年にウィリアム・レイノルズの探検隊の一員としてこの地域を訪れた。
1871年の夏、彼はすぐ北のイエローストーン地域で初めての政府が支援する科学調査隊を率いた。
この調査隊の一部は、これは地理学者ジェイムズ・スティーブンソンが率いるものだったが、イエローストーンで探検隊の他の半分と出会う前に
ティトン・パス経由でジャクソン・ホールを旅した。
通過する際、イエローストーンの最初の責任者ナサニエル・ラングフォード、写真家ウィリアム・ヘンリー・ジャクソン、
芸術家ウィリアム・ヘンリー・ホームズを含むチームは、この地域の地図を作り、地理学と生物学の調査を行った。
これらのデータは後にヘイデン調査報告書に含められた。

### 環境保全のための戦い

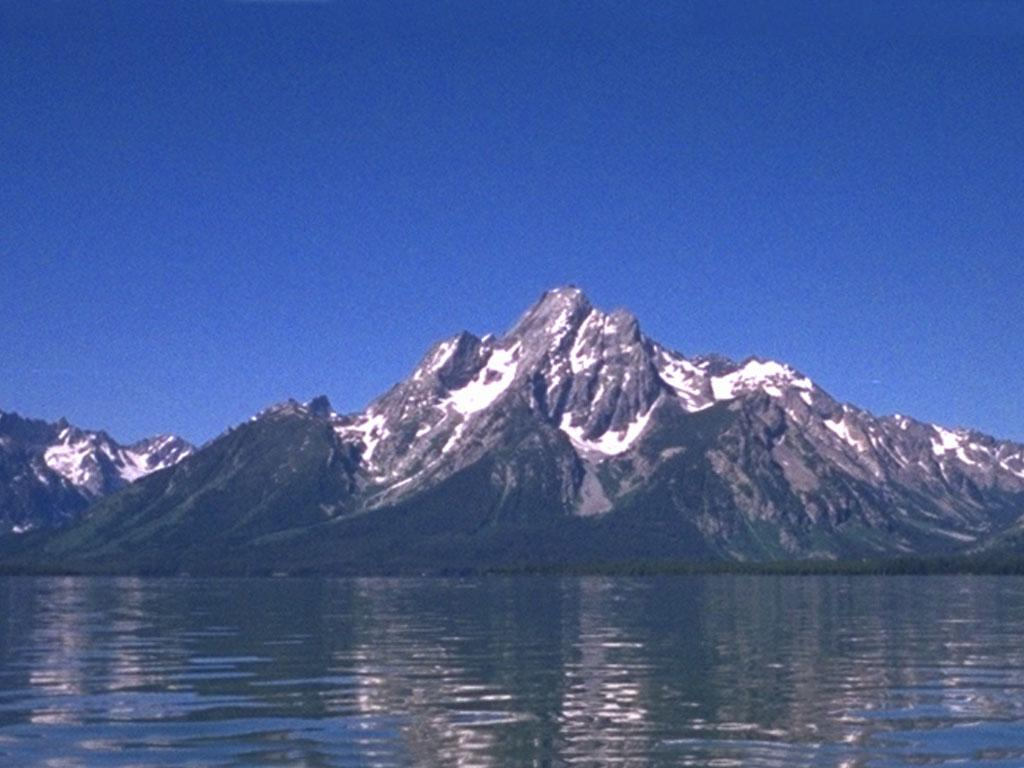
モラン山とジャクソン湖

1897年、イエローストーンの最高責任者代理サミュール・ボールドウィン・マークス・ヤング大佐は、移動するワピチ（エルク）の群れを守るためジャクソン・ホールの北部を含めるよう公園の境界を南に拡張することを提案した。
翌年、米国地質調査所所長チャールズ・ウォルコットは、ティトン山脈も含めるべきだと提案した。
新しく設立された国立公園局の局長スティーブン・マーサーと補佐役ホーラス・オルブライトは、1917年、内務長官フランクリン・レーンにあてた報告書でほぼ同じことを述べた。
ワイオミング州下院議員 フランク・モンデルが法案を提出し、1918年米国下院を満場一致で通過したが、アイダホ州上院議員ジョン・ニュージェントが公園局の管轄の拡大がヒツジの放牧許可を脅かすことを恐れたため、米国上院で否決された。
公園の拡大に対する公衆の反対もジャクソン・ホール内及び周囲で始まった。
その証拠に、オルブライトは、1919年に公園の拡張に賛成の発言をするためにジャクソンを訪れた際、怒った街の人々によって実際にそこから追い出された。
地域住民の姿勢は、ジェニー湖、エマ・マチルダ湖、ツー・オーシャン湖にダムを造る提案が行われた年に変わり始めた。
その後、1923年7月26日に地域住民とオルブライトを含む国立公園局の代表が、谷の"古き西部"の特徴を保護するためにレクリエーション地域を作ろうと私有地を買い上げる計画を検討することを目的に、モード・ノーブルの小屋で会議を開いた。
オルブライトは、公園局による管理を支持していた唯一の人物だった。他の人たちは伝統的な狩猟、放牧、観光牧場を続けることを望んでいた。
1927年、慈善家ジョン・ロックフェラー2世はスネーク・リバー・ランド・カンパニー（Snake River Land Company）を設立し、彼とその他の人々は匿名でその地域の土地を買い、国立公園局が運営できるようになるまで保有できるようになった。
カンパニーは、140万ドルで35,000 ac（142 km2）以上を買うというキャンペーンを始めたが、15年間にわたる農場経営者の反対と公園局による土地の引取り拒否に直面した。
1928年、国立公園及び森林にかかる調整委員会が谷の住民と会議を開き、公園の設立の合意に達した。
それからワイオミング州上院議員ジョン・B・ケンドリックがグランド・ティトン国立公園を設立する法案を提出した。
その法案はアメリカ合衆国議会両院を通過し、クーリッジ大統領によって1929年2月26日法制化された。
96,000 ac（388 km2）の公園はティトン国有林から切り分けられ、ティトン山脈とその麓のジャクソン・ホールにある6つの氷河湖を含むこととなった。
しかしながら、牧畜業者のロビー活動によって、最初の公園はジャクソン・ホール（その谷底は放牧に使われていた）のほとんどを含まないこととなった。
一方、国立公園局は、スネーク・リバー・カンパニーが保有する35,000 ac（142 km2）の土地を受け取ることを拒否した。
こう着状態に失望し、ロックフェラーは当時の大統領フランクリン・ルーズベルトに手紙を送り、連邦政府が土地を受け取らない場合は、他の処分をするか、市場で条件を満たす買い手に売るつもりであると述べた。
その後まもなく、大統領は、1943年3月15日に221,000 ac（894 km2）の公有地をジャクソン・ホール・ナショナル・モニュメントに指定した。
しかし、ロックフェラーから土地を受け取ることを巡って長い論争が繰り広げられ、モニュメントにその土地を公式に含めることはできずじまいであった。
地域住民によるモニュメントへの反対は、その指定は州権の侵害であり、地域経済と税基盤を破壊するものであるとの批判に直結した。
牧場経営者は、衝突を引き起こすためのデモンストレーションとして、500頭の家畜に新しく設立されたモニュメントを横切らせた。
国立公園局はこの人目を引くための行為に反応しなかったが、この出来事はこの問題に世間の耳目を集めることとなった。
ワイオミング州下院議員フランク・バレットが、モニュメントを廃止する法案を提出し、両院を通過したが、ルーズベルトが法案を握りつぶした。
アメリカ合衆国森林局の当局者は、新たにティトン国有林の一部を公園局に譲渡したくなかったので、譲渡に反対した。
最後の一幕では、森林警備官はジャクソン湖レンジャー・ステーションを公園保護官に明け渡す前に焼き払うことを命じられた。
公園とモニュメントを支持する地域の住民は、排斥され嫌がらせを受けた。
モニュメントを廃止しようとする複数の法案が1945年から1947年にかけて提出されたが、いずれも成立しなかった。
第二次世界大戦の終結以降の観光収入の増加が、地域住民の姿勢の変化の原因であると言われている。
公園を広げてモニュメントを公園と統合するという運動は勢いを得て、1949年4月までに利害関係者が妥協案をまとめるために上院予算委員会議場に集まった。
ロックフェラーの土地は1949年12月16日モニュメントに加えられ、ようやく私有地から公有地となった。
ジャクソン・ホール・ナショナル・モニュメントの大半（国立エルク保護地域に加えられた南部を除く）をグランド・ティトン国立公園と合併しようという法案が、1950年9月14日大統領トルーマン大統領によって署名され法として成立した。
その法律の中の一つの譲歩が遺跡保存法（Antiquities Act）を修正し、ワイオミング州でナショナル・モニュメントを宣言する将来の大統領の権限を制約した。
グランド・ティトン国立公園の北境からイエローストーン国立公園の南口までのびる景色の良いハイウェイは、この地域の保護にかかるロックフェラーの貢献を認めるため、ジョン・ロックフェラー2世記念公園道路（John D. Rockefeller, Jr. Memorial Parkway）と名づけられた。

## 地質
ティトン山脈の東面を構成する岩盤は約2.5億歳で、変成砂岩、石灰岩、各種の頁岩、層間挿入された火山性堆積物で出来ている。
これらと同じ先カンブリア時代の岩が、ジャクソン・ホールの第三紀の火山性、堆積性、氷河性堆積物の底深くに埋められ、ティトン山脈の頂上から侵食されてから長い時間が経過した古生代及び中生代の地層に覆われている。
古生代の地層は暖かく浅い海で堆積したため、砂岩と頁岩に加えて様々な炭酸塩岩が含まれる。
中生代の地層では、海底堆積物と非海底堆積物が交互に堆積されている。
後期中生代、白亜紀海路（Cretaceous Seaway）が周期的にこの地域を覆い、シエラネバダ・アーク（Sierran Arc）が西に火山性堆積物を供給した。
ララミー変動と呼ばれる造山活動が7,000万年前北アメリカ西部を隆起させ始め、結局ロッキー山脈を生み出した。
これにより海路は消滅し、断層系が生み出され、断層系に沿って高地が隆起した。
隆起した地域から侵食された堆積物がジャクソン・ホールのような沈降する堆積盆地を埋め立てる一方、始新世に逆断層によってティトン山脈の最初の一部が形作られた。
更新世後期のイエローストーン・カルデラ（Yellowstone Caldera）の噴火に加え、始新世のイエローストーン-アブサロカ（Absaroka）地域での北からの大規模な火山の噴火が、盆地の中に厚い火山性堆積物を残した（イエローストーン地域の地質を参照）。
中新世の約900万年前、ティトン山脈は南北に延びる断層系に沿ってジャクソン・ホールの隣で成長を始めた。
そして、鮮新世以降、 ティーウィノット湖は周期的にジャクソン・ホールに流れ込み、厚い湖底堆積物を残した。
湖は一連の氷河作用によって鮮新世には干上がり、ティトンと周囲の山脈に大規模な氷河が見られるようになった。
最も寒い氷期においてこれらの氷河は一つになってカナダ大氷原の一部となった。そして、大氷原はジャクソン・ホールと周囲の盆地からすべての土壌を運び去った。
その後のより厳しくない氷期が、この損失の大半を修復するのに十分な局所的に堆積した土をモレーンや漂礫土の形で生み出した。
それ以来、1925年のグロヴァント地すべり（Gros Ventre landslide）のような斜面崩壊やより緩やかな形態での侵食が、地域を少しずつ変え続けている。

## 生物学

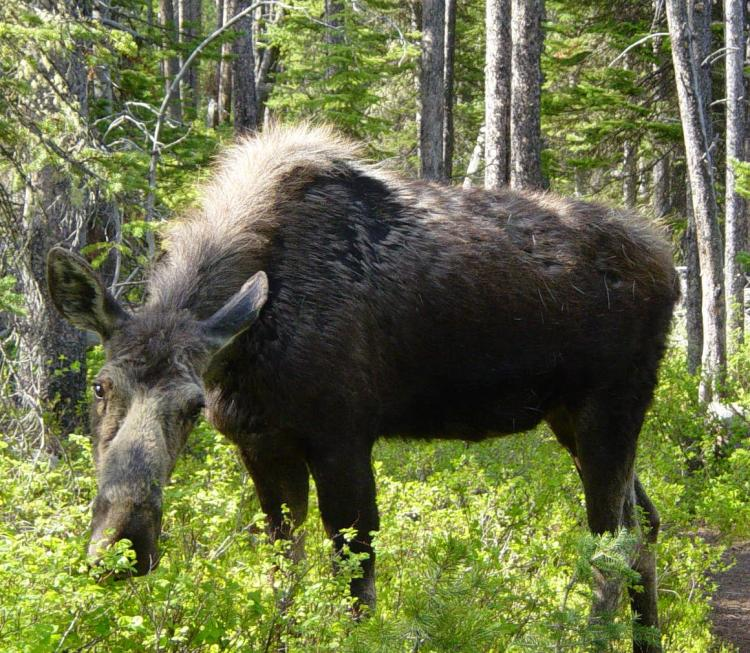
グランド・ティトンに住むムース（ヘラジカ）

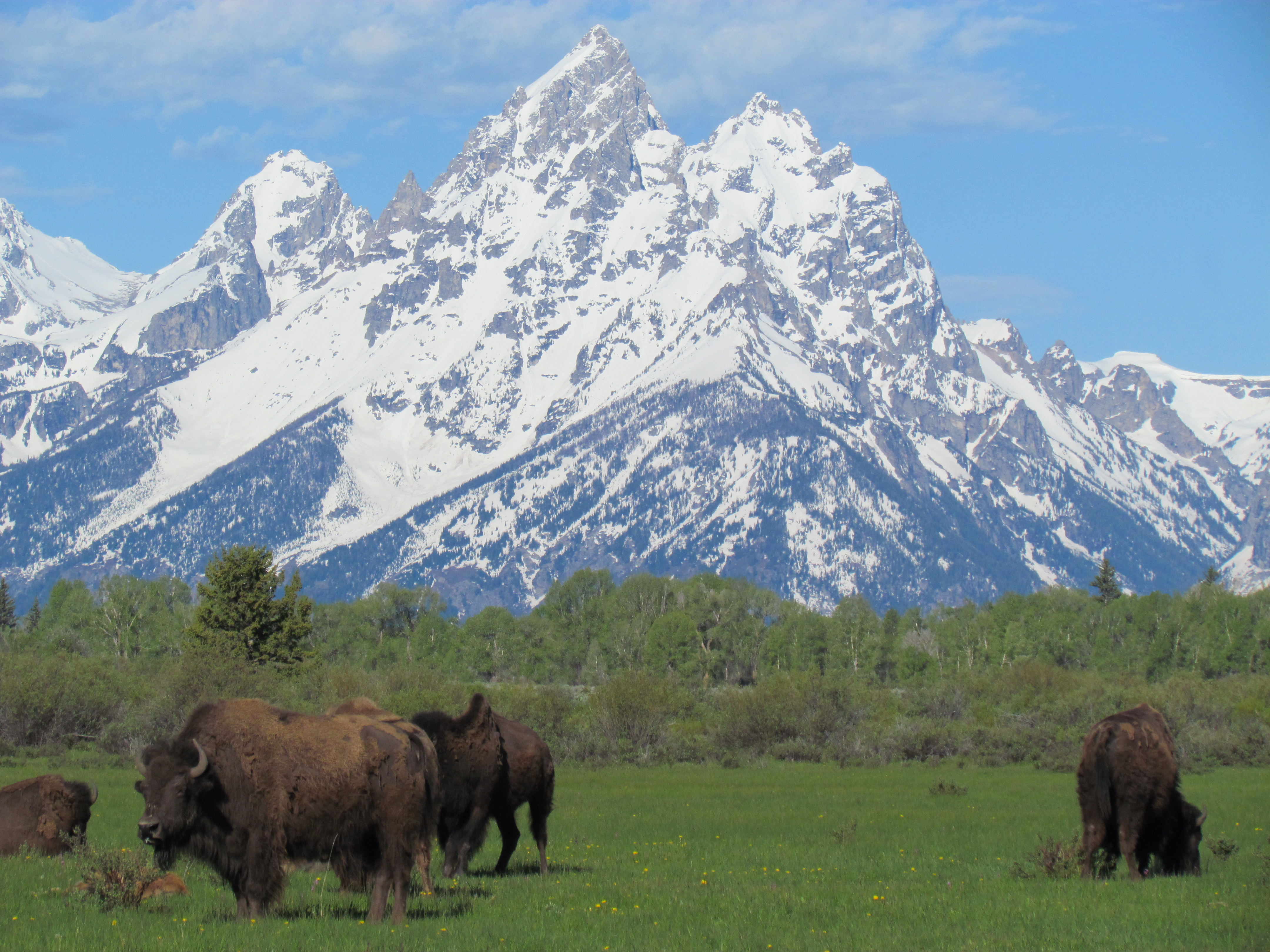
ジャクソン・ホール谷にて草を食むアメリカバイソン

グランド・ティトン国立公園及びその周辺部には1000種を超える維管束植物が生えている。
いくつかの木、例えばアメリカシロゴヨウ、フレキシマツ、ミヤマバルサムモミ（Sub-alpine Fir）、エンゲルマントウヒ（Engelmann Spruce）は、冷たい風の強い斜面とティトン山脈の中の約10,000 ft（3,000 m）に達する高山帯を生き抜くことができる。
他の常緑樹、例えばコントルタマツ、ダグラスファー、アオトウヒは、谷底によく見られる。一方、アスペン、 ハコヤナギ、 ハンノキ、ヤナギが川や湖畔沿いの湿潤な土壌を好む。
グランド・ティトンの森は、通常、特定の生息環境下で一緒に育つ2、3の異なる種類の樹を含んでいる。
これらの森は推移帯と呼ばれる場所で結合している。推移帯は様々な種の野生動物に有利な生息環境を生み出す。
ある動物、例えばキタリス、マツテン、アメリカクロクマは、ほとんど森の中ですごす。
他の動物、例えばヘラジカ、ワピチ、オオカミは、日中は日陰と隠れ場所を森に求め、早朝と夕方にヤマヨモギや草地に食事に出掛ける。
土壌 の状態、水分の供給、勾配、方角、高度が、植物の生える場所を決定する。
似たような条件を必要とする植物は同じ地域にしばしば生い茂っている。
これらの諸条件の組み合わせによって様々な植物群落が形成されている。
グランド・ティトン国立公園の植物を次の群落に分けることは便利である: 森林、ヤマヨモギ平原、川岸の回廊、湿地帯、高山帯。
常緑樹の森は、7種の針葉樹と高木限界線より下のティトン山脈の山がちな部分で目立ちジャクソン・ホールのモレーンの上にまで広がる900種を超える顕花植物で構成されている。
選別されていない瓦礫がぎっしり詰まった堆積は良質の粘土を含有し、石英岩を多く含むアウトウォッシュ・プレーンよりもよく水分を保持する。
したがって、他の多くの植物に加えロッジポールパインの大きな木立ちを養える。
アウトウォッシュ・プレーンのサラサラした土は、水分を保持する能力が劣っているため、主にヤマヨモギと雑草がまばらに生えているだけである。
アスペン、ハコヤナギ、ヤナギがやせたアウトウォッシュ・プレーンの外側の川岸に沿った地帯で生い茂っている。
湿った草地は草、スゲ、野草に適した生育環境である。
コヨーテとアメリカアナグマは黄土の所々に巣穴を掘る。黄土は氷期の間に谷に吹き込まれたものである。
陰鬱で活気がないように見えるが、公園の高山帯ではそこで見られる厳しい生育環境に特別に適応した植物が生育する。
風、雪、土壌の欠如、増加する紫外線放射、急激で劇的な温度変化、短い生育期間のすべてが、ここで生き残っている耐寒性の植物に試練を与える。
ほとんどの植物は、アルペン・ワスレナグサのように地面から離れずもつれた塊になって成長することによって適応している。
1976年に近隣のイエローストーン国立公園と共にユネスコの生物圏保護区に指定された。

### 選ばれた野生動物
グランド・ティトン国立公園は、大イエーローストーン生態系の中心に位置する。大イエーローストーン生態系は、地球上に残された最大の手付かずの温帯 生態系の中の一つである。これはティトン地区の動物の多くが2つの公園と数多くの周辺国有林を行き来していることを意味する。
- 5種の両生類: コロンビアヒョウガエル（英語版）、ボーリアル・コーラスガエル（英語版）（Boreal Chorus Frog）、キタヒキガエル（英語版）（Boreal Toad）、トラフサンショウウオ、ヒョウガエル（Northern Leopard Frog）（この地方では絶滅したと考えられている）、ウシガエル（公園のすぐ外に導入された）
- 6種のコウモリ類
- 300種を超える鳥類:ハクトウワシ、ヒメハチドリ（Calliope Hummingbird）、イヌワシ、ミサゴ、キジオライチョウ、ナキハクチョウ、ニシフウキンチョウを含む。
- 17種の食肉目:ヒグマ、アメリカクロクマ、ピューマ、オオカミ、コヨーテを含む。
- 16種の魚類: イエローストーン・カットスロートトラウト（英語版）、スネークリバー・ファインスポッテド・カットスロートトラウト（英語版）、マウンテン・サッカー（英語版）（Mountain Sucker）、ユタ・チャブ（英語版）、マウンテン・ホワイトフィッシュ（英語版）（Mountain Whitefish）を含む。
- 6種の有蹄類: アメリカバイソン、ヘラジカ、プロングホーン、ワピチ、ミュールジカを含む。
- 多数の無脊椎動物（毒グモはいない）
- 3種のウサギ類
- 4種の爬虫類（毒性のものはいない）: ワンダリング・ガーター・スネーク（英語版）（Wandering Garter Snake）、バレー・ガーター・スネーク（英語版）（Valley Garter Snake）、ラバー・ボア（英語版）、ノーザン・セイジブラシ・トカゲ（英語版）（Northern Sagebrush Lizard）
- 22種の齧歯目: キバラマーモット（Yellow-Bellied Marmot）、チビシマリス（英語版）（Least Chipmunk）、ジャコウネズミ、キタリス、ユインタジリス（Uinta Ground Squirrel）を含む。